# Synagoge (Obrigheim)
Die Synagoge in Obrigheim wurde im Jahr 1837 in der Hauptstraße 20 (heutige Hauptstraße 44) errichtet. Nach der Auflösung der Gemeinde im Jahr 1904 kam sie in den Besitz der Kultusgemeinde Grünstadt, die das Gebäude an einen Privatmann verkaufte. In den folgenden Jahren wurde sie als Turnhalle genutzt und im ersten und im Zweiten Weltkrieg als Gefangenenlager. Ab 1948 wurden in ihr für einige Jahre katholische Gottesdienste abgehalten. 1971 erfolgte dann ein neuerlicher Verkauf und 1972 der Abriss des Gebäudes.

## Geschichte
Aus dem ersten Bauantrag aus dem Jahr 1826 der jüdischen Gemeinde für eine Synagoge, geht hervor, das bis zu diesem Zeitpunkt die Gottesdienste in einem Raum in einem Privathaus abgehalten wurden. Wegen der steigenden Zahl der Gemeindemitglieder war dieser allerdings zu klein geworden. Der Bauantrag der Gemeinde wurde nach einigen Jahren Verhandlung 1833 durch die Behörden abgelehnt. Hintergrund war, dass die Kultusgemeinde die erforderlichen finanziellen Mittel zum Bau nicht selbst aufbringen konnte. Mit einem Neubau konnte erst im Jahr 1836 begonnen werden, nachdem die beiden wohlhabenden Gemeindemitglieder Lazarus Emanuel und Jakob Löwenstein für 1500 Gulden ein Grundstück mit Scheune und Stall in der Hauptstraße 20 (heutige Hauptstraße 44) erworben hatten. Für den Bau der Synagoge musste die Kultusgemeinde einen Kredit über 600 Gulden aufnehmen. 1837 konnte die auf dem Gelände errichtet Synagoge dann eingeweiht werden. Nachdem 1903 das für die Durchführung eines Gottesdienstes benötigte Minjan nicht mehr erreicht wurde, beantragte die Kultusgemeinde 1903 ihre Auflösung und den Anschluss an die Kultusgemeinde Grünstadt. Die Synagoge fiel, zusammen mit anderen Immobilien, damit an die Kultusgemeinde Grünstadt. Dabei handelte es sich laut einer Vermögensaufstellung, die im Zuge der Auflösung der Kultusgemeinde erstellt worden war, um die Synagoge mit Frauenbad und Höfchen im Wert von 2000 Mark, ein Wohnhaus im Wert von 1500 Mark sowie um einen Pflanzgarten im Wert von 1000 Mark. 1904 verkaufte die Kultusgemeinde Grünstadt die Synagoge und sonstigen Immobilien für 3500 Mark an den 2. Vorsitzenden des Turnvereins von Obrigheim. Dieser verkaufte die Synagoge an den Turnverein weiter, der darin eine Turnhalle einrichtete. Diese Art der Umnutzung des ehemaligen Gotteshauses stieß bei der jüdischen Gemeinschaft, auch überregional, auf Unmut. In der Frankfurter Lokalausgabe des Israelitischen Familienblattes erschien am 4. März 1904 ein kurzer Artikel über die Nutzung der Synagoge als Turnhalle. Darin hieß es als Resümee: „[…] Diese Nachricht hört sich wie ein Purimscherz an, ist jedoch leider keiner“. Im Ersten und Zweiten Weltkrieg diente die ehemalige Synagoge als Gefangenenlager. Ab 1948 wurde das Gebäude dann für einige Jahre von der katholischen Gemeinde als Notkirche St. Ägidius  genutzt. Das Gebäude blieb weiter im Besitz des Turnvereins. 1971 verkaufte dieser das Gebäude an einen Privatmann, der es im Jahr 1972 abriss und auf dem Grundstück ein Wohnhaus errichtete.

## Gebäude
Bei der Synagoge handelte es sich um einen traufständigen Putzbau mit Satteldach. Das Gebäude war etwas von der Hauptstraße zurückgesetzt. Es verfügte sowohl auf der, der Hauptstraße zugewandten Seite, als auch auf der gegenüberliegenden Traufseite über einen zweiflügligen Eingang. Das Portal auf der rückwärtigen Traufseite konnten über einen Feldweg, der dahinter vorbeiführte, erreicht werden. Über den Eingängen befanden sich je drei hohe Rundbogenfenster. In der östlichen Giebelwand befand sich ein Rundfenster und darüber eine rechteckige Öffnung. Der, der Hauptstraße zugewandte Eingang mit Gesims fungierte als Haupteingang. Rechts und links des Eingangs befand sich je eine Säule.

## Jüdische Gemeinde Obrigheim
Eine erste urkundliche Erwähnung von auf dem Gebiet von Obrigheim lebenden Juden stammt aus der zweiten Hälfte des 17. Jahrhunderts. Die Gemeinde bestand bis 1904 und wurde dann aufgelöst.